# Elizabeth Clare Prophet
Elizabeth Clare Prophet (Nova Jérsei, 8 de abril de 1939 - 15 de outubro de 2009) foi uma mística e escritora norte-americana, professora espiritual e alegada mensageira dos supostos mestres ascensionados.
Filha de pai alemão e mãe suíça, escreveu, em coautoria com o marido, mais de 75 livros, cujos principais temas são: a alma, anjos, profecia, psicologia espiritual, carma e reencarnação.
Elizabeth Clare Prophet dizia que sua iniciação espiritual ocorreu aos 18 anos com uma experiência de memória de vida passada e uma revelação interior: ao visualizar uma imagem do mestre Saint Germain surpreendeu-se arrebatada pela figura e desde então passou a fazer parte da Summit Lighthouse, aonde viria a conhecer o líder da organização, Mark Prophet, com quem se casaria mais tarde.